# Зазерки (Сумская область)
Зазерки (укр. Зазірки) — село,
Зазерковский сельский совет,
Кролевецкий район,
Сумская область,
Украина.
Код КОАТУУ — 5922683901. Население по переписи 2001 года составляло 614 человека.
Является административным центром Зазерковского сельского совета, в который, кроме того, входят сёла
Калашиновка и
Новоселица.

## Географическое положение
Село Зазерки находится на берегу реки Ворголка,
выше по течению на расстоянии в 1,5 км расположено село Калашиновка,
ниже по течению на расстоянии в 1,5 км расположено село Воргол.
На реке большая запруда.
К селу примыкают лесные массивы (дуб).

## История
- Первое письменное упоминание о селе Зазерки относится к первой половине XVIII века.
- В первых упоминаниях о селе говорится, что в период Северной войны, то есть в начале XVIII в. уже существовало селение, в котором насчитывалось несколько десятков дворов. Первые поселенцы расселились на левобережье реки Воргол на возвышенности, где сейчас расположен центр села. Вокруг поселка было много лесов, которые крестьяне вырубали, преобразуя освободившиеся земли в поля.
- В селе Зазерки была Успенская церковь. Священнослужители Успенской церкви[2]:
  - 1781 - священник Филипп Исаакович Нечай
  - 1795 - священник Дмитрий Филиппович Нечай
  - 1881-1898 - священник Иван Нагорный
- Зазирки — село партизанское. Во времена Отечественной войны в августе 1941 г. в селе был сформирован отряд партизан, численностью 12 человек. Командиром был Романцов Иван Алексеевич. Зазирские партизаны, входившие в соединение Сидора Ковпака, прошли с боями путь от Путивля до Карпат.
- В июне 1942 г. фашисты уничтожили с. Новоселицу и сожгли 29 членов семей партизан.

## Объекты социальной сферы
- Детский сад.
- Школа I—II ст. закрыта.
- Фельдшерско-акушерский пункт.
- Дом культуры закрыт.